# Рувинский, Вениамин Абрамович

Вениамин Абрамович Рувинский (1 мая 1919 — 24 июня 2001) — участник Великой Отечественной войны, командир 228-го отдельного сапёрного батальона 152-й стрелковой дивизии 46-й армии Юго-Западного фронта, Герой Советского Союза (1943), полковник.

## Биография
Родился в семье служащего. Еврей. Член КПСС с 1944 года. Окончил среднюю школу. В Красной Армии с 1937 года. Учился в Военно-инженерной академии.
На фронте в Великую Отечественную войну с июня 1941 года. 19 октября 1943 года при форсировании Днепра в районе Днепропетровска в короткий срок обеспечил переправу на подручных средствах артиллерии, частей и подразделений дивизии, что способствовало захвату и удержанию плацдарма на правом берегу реки и освобождению Днепропетровска. Звание Героя Советского Союза присвоено 1 ноября 1943 года.
В 1946 году окончил Военно-инженерную академию. Жил в Москве, был преподавателем в Военной академии имени М. В. Фрунзе. С 1974 года — в запасе. Кандидат технических наук, доцент ВТУЗа при автозаводе имени Лихачёва. Похоронен на Ваганьковском кладбище в Москве.

## Награды
Указом Президиума Верховного Совета СССР от 1 ноября 1943 года за образцовое выполнение боевых заданий командования на фронте борьбы с немецко-фашистским захватчиками и проявленные при этом мужество и героизм капитану Рувинскому Вениамину Абрамовичу присвоено звание Героя Советского Союза с вручением ордена Ленина и медали «Золотая Звезда» (№ 1957).
Награждён орденом Отечественной войны 1-й степени (11.03.1985), 2 орденами Красной Звезды (17.06.1944; 30.04.1954), медалью «За боевые заслуги» (10.11.1947), другими медалями.

## Память
Имя Героя Советского Союза В. А. Рувинского увековечено на стеле Героев, установленной на площади Славы в городе Черкассы.